# ND Beltinci
Nogometno društvo Beltinci là một câu lạc bộ bóng đá Slovenia đến từ thị trấn Beltinci. Câu lạc bộ được thành lập năm 2006 sau sự tan rã của NK Beltinci đầu thập niên 2000. Tính đến mùa giải 2019-20, câu lạc bộ đang thi đấu ở Giải bóng đá hạng nhì quốc gia Slovenia.

## Danh hiệu
Giải vô địch
- Giải bóng đá hạng ba quốc gia Slovenia: 2

2015-16, 2017-18
- Giải bóng đá hạng tư quốc gia Slovenia: 1

2011-12
- Giải bóng đá hạng sáu quốc gia Slovenia: 1

2007-08
Cúp
- MNZ Murska Sobota Cup: 2

2015-16, 2018-19

## Lịch sử thi đấu
| Mùa giải | Giải vô địch               | Thứ hạng |
| -------- | -------------------------- | -------- |
| 2007-08  | 2. MNL (cấp độ 6)          | thứ 1    |
| 2008-09  | 1. MNL (cấp độ 5)          | thứ 9    |
| 2009-10  | 1. MNL (cấp độ 5)          | thứ 8    |
| 2010-11  | 1. MNL (cấp độ 5)          | thứ 2    |
| 2011-12  | Pomurska League (cấp độ 4) | thứ 1    |
| 2012-13  | 3. SNL - Đông              | thứ 4    |
| 2013-14  | 3. SNL - Đông              | thứ 5    |
| 2014-15  | 3. SNL - Đông              | thứ 2    |
| 2015-16  | 3. SNL - Đông              | thứ 1    |
| 2016-17  | 3. SNL - Đông              | thứ 4    |
| 2017-18  | 3. SNL - Đông              | thứ 1    |
| 2018-19  | 2. SNL                     | thứ 11   |

1. ↑  Lost promotion play-offs for Giải bóng đá hạng nhì quốc gia Slovenia.